# Деніели (режисери)
Ден Кван і Деніел Шайнерт, відомі під псевдонімом Денієли, — американські кінорежисери та сценаристи. Вони почали свою кар’єру як режисери музичних кліпів, у тому числі популярного кліпу DJ Snake & Lil Jon на сингл «Turn Down for What» (2013).
З того часу вони зважилися на кіно, написавши сценарії та знявши сюрреалістичну комедійну драму «Людина — швейцарський ніж» (2016) та науково-фантастичний фільм «Все завжди і водночас» (2022). Останній став найкасовішим фільмом студії A24 усіх часів та тріумфатором 95-ї церемонії премії Оскар. Фільм отримав 7 нагород, зокрема найкращий фільм, найкращу режисуру та найкращий оригінальний сценарій для Деніелів.

## Кар'єра
Кван і Шайнерт познайомилися, коли обидва вивчали кіно в коледжі Емерсон у Бостоні. Вони навчалися в коледжі з Сунітою Мані, яка пізніше знялася з Кваном у музичному кліпі «Turn Down for What», режисером якого став Деніелс.
З 2011 року дует знімав музичні кліпи для таких виконавців, як Foster the People, The Shins і Tenacious D. У 2018 році Кван став співзасновником групи We Direct Music Videos (WDMV), яку описують як «глобальну спільноту режисерів музичних кліпів, які віддані принципам екологічної режисерської праці».
У 2016 році дует розширився до повнометражних фільмів. Вони стали сценаристами і режисерами фільму Людина — швейцарський ніж з Полом Дано та Денієлом Редкліффом у головних ролях, який отримав позитивні відгуки як від критиків, так і від глядачів, а також дует отримав нагороду за режисуру на кінофестивалі Sundance 2016.
З того часу дует зняв кілька телевізійних робіт, включаючи Awkwafina Is Nora з Queens, Легіон (тільки Кван) і On Becoming a God in Central Florida (лише Шайнерт).
У 2017 році дует оголосив, що разом зі своїм партнером-продюсером Джонатаном Вангом і братами Руссо створить сценарій, а потім зрежисують та спродюсують науково-фантастичний фільм. У березні 2022 року фільм «Все завжди і водночас» з Мішель Єо, Стефані Хсу, Джонатаном Ке Кваном, Джеймсом Хонгом та Джеймі Лі Кертіс у головних ролях вийшов на екрани, отримавши широке визнання критиків.
Станом на 2022 рік Деніели підписали телевізійну угоду з A24. Того ж року вони також підписали п’ятирічний контракт з Universal Pictures.
Деніели були включені у список Time 100 Next у 2022 році.

## Особисте життя
Кван народився 10 лютого 1988 року в Вестборо, штат Массачусетс. Він одружений з режисером та аніматором Кірстен Лепор.
Шайнерт народився 7 червня 1987 року та виріс у Бірмінгемі, штат Алабама, у сім'ї Бекі та Кена Шайнертів. Він навчався в початковій та середній школі Оук-Маунтін, а також навчався за програмою міжнародного бакалавра в середній школі Шейдс-Веллі.

## Фільмографія

### Художні фільми
| Рік  | Назва українською         | Оригінальна назва                 | Режисери | Продюсери | Сценаристи |
| ---- | ------------------------- | --------------------------------- | -------- | --------- | ---------- |
| 2016 | Людина — швейцарський ніж | Swiss Army Man                    | Так      | Так       | Ні         |
| 2022 | Все завжди і водночас     | Everything Everywhere All at Once | Так      | Так       | Так        |